# Stanisław Konstanty Gembart
Stanisław Konstanty Gembart herbu Jastrzębiec – łowczy dobrzyński w latach 1641-1646.
Poseł na sejm 1639 roku, sejm 1642 roku.